# Matthis Kepser

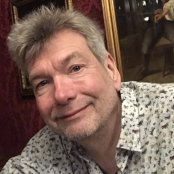
Matthis Kepser (2020)

Matthis Kepser (* 1960) ist ein deutscher Germanist, Fachdidaktiker, Medienwissenschaftler und Hochschullehrer.

## Biografie
Kepser absolvierte das humanistische Wilhelmsgymnasium München und studierte dann die Fächer Deutsch, Psychologie und Philosophie für das Lehramt an Gymnasien an der Ludwig-Maximilians-Universität München sowie in Eichstätt und Tübingen.  Auf fünf Jahre Schuldienst als Gymnasiallehrer (Deutsch, Psychologie, Informatik) und Schulpsychologe in Dillingen an der Donau folgte 1996 eine Abordnung an die Universität Würzburg an den Lehrstuhl von Ulf Abraham zum Zweck der Promotion. Die Dissertation (1999 s.c.l.) war seinerzeit die erste fachdidaktische Monografie zum Thema „Computer als neues Medium im Deutschunterricht“. Danach war Kepser zunächst (1998–2004) als Studienrat im Hochschuldienst am Deutschen Seminar der Pädagogischen Hochschule Freiburg beschäftigt. 2004 folgte er einem Ruf an die Universität Bremen, wo er neben Forschung und Lehre 2005 bis 2008 Studiendekan, 2008– 2012 Dekan und 2012–2013 Prodekan des Fachbereichs 10 war.
Seine Publikationen zur Theorie und Praxis der Literaturdidaktik, zu Comic/Graphic Novel, Bilderbuch, digitalen Spielen und vor allem Film (verschiedene Genres) im Unterricht, daneben auch zum computerbasierten Sprachunterricht und zur Didaktik des Rechtschreibens begleiteten die Entwicklung einer medienreflexiven Deutschdidaktik über viele Jahre.
Ein in Kooperation mit der Universität Potsdam (Hans G. Müller) betriebenes Forschungsprojekt zum Orthografieerwerb resultierte in der Entwicklung eines kostenfrei nutzbaren Orthografie- bzw. Kompetenztrainers, mit dem Rechtschreibung interaktiv gelehrt und gelernt werden kann.
Für den Fachverband Symposion Deutschdidaktik (SDD) engagierte er sich von 2008 bis 2010 als zweiter Vorsitzender. In dieser Zeit richtete er an der Universität Bremen das 18. SDD aus, mit dem Thema Fachliches Lernen: Gegenstände klären – Kompetenzen entwickeln. Von 2015 bis 2019 war er Erster Vorsitzender der AG Medien im SDD.

## Publikationen (Auswahl)

### Als Autor
- Massenmedium Computer. Ein Handbuch für Theorie und Praxis des Deutschunterrichts. D-Punkt Verlag, Bad Krozingen 1999, ISBN 978-3-89811-543-8.
- Für die Schule: Lessing. Volk und Wissen, Berlin 2003, ISBN 978-3-06-102827-5, urn:nbn:de:gbv:46-00106854-13
- Deutschdidaktik als eingreifende Kulturwissenschaft. Ein Positionierungsversuch im wissenschaftlichen Feld. In: Didaktik Deutsch 34, 2013, S. 52–68.
- mit Stefan Schallenberger: Zwischen Oralität, Literalität und Virtualität. Computerbasierter Sprachunterricht. In: Volker Frederking, Hans-Werner Huneke, Axel / Krommer, Christel Meier (Hrsg.), Taschenbuch des Deutschunterrichts, Bd. 1, Sprach- und Mediendidaktik. 2. neu bearb. Aufl. Schneider Verlag Hohengehren, Baltmannsweiler 2013, S. 364–391.
- Computer im Deutschunterricht. In: Volker Frederking, Hans-Werner Huneke, Axel Krommer, Christel Meier (Hrsg.), Taschenbuch des Deutschunterrichts, Bd. 2, Literatur- und Mediendidaktik. 2. neu bearb. Aufl. Baltmannsweiler: Schneider Verlag Hohengehren 2013, S. 568–592.
- Transkulturelle Bildung mit Film im Deutschunterricht. Eine kulturwissenschaftliche Ergründung des Handlungsfelds. In: Christian Dawidowski, Anna R. Hoffmann, Benjamin Walter (Hrsg.), Interkulturalität und Transkulturalität in Drama, Theater und Film. Literaturwissenschaftliche und -didaktische Perspektiven, Bd. 28. Peter Lang, Frankfurt am Main 2015, S. 77–106.
- mit Ulf Abraham: Literaturdidaktik Deutsch. Eine Einführung. 4. völlig neu bearbeitete und erweiterte Auflage. Erich Schmidt Verlag, Berlin 2016, ISBN 978-3-503-16787-6.
- Digitalisierung im Deutschunterricht der Sekundarstufen. Ein Blick zurück und Einblicke in die Zukunft. In: Mitteilungen des Deutschen Germanistenverbandes Bd. 65, 2018, H. 3, S. 247–268.
- Computerspielbildung als Auftrag für die sprachlichen Fächer der Schule. Versuch eines neuen Kompetenzmodells. In: Informationen zur Deutschdidaktik (ide), H. 1, 2019, S. 104–122.
- Sounds in Silence. Tonalität in Comics und Graphic Novels. Systematische Grundlegung, Multimodalität und Überlegungen für den Deutschunterricht. In: MiDu H. 2., 2020, doi:10.18716/OJS/MIDU/2020.2.4
- Journalismus auf Insta – ein Thema für den Deutschunterricht?! 2. verb. Fassung. In: MiDU H. 1, 2022, doi:10.18716/OJS/MIDU/2022.1.6

### Als Herausgeber
- mit Irmgard Nickel-Bacon: Medienkritik im Deutschunterricht. Schneider Verlag Hohengehren, Baltmannsweiler 2004, ISBN 978-3-89676-787-5.
- mit Volker Frederking, Matthias Rath: LOG IN! Kreativer Deutschunterricht und neue Medien. kopaed, München 2008, ISBN 978-3-86736-041-8.
- Fächer der schulischen Filmbildung. Deutsch, Englisch, Geschichte u. a. Mit zahlreichen Vorschlägen für einen handlungs- und produktionsorientierten Unterricht. kopaed, München 2010, ISBN 978-3-86736-085-2.
- mit John Bateman, Markus Kuhn: Film_Text_Kultur. Beiträge zur Textualität des Films. Schüren Verlag, Marburg 2013, ISBN 978-3-89472-774-1.
- mit Ingo Kammerer: Dokumentarfilm im Deutschunterricht. Film-Bildung-Schule (FBS), Bd. 1. Schneider Verlag Hohengehren, Baltmannsweiler 2014, ISBN 978-3-8340-1415-3.
- mit Gabriele Blell, Andreas Grünewald, Carola Surkamp: Film in den Fächern der sprachlichen Bildung. Film-Bildung-Schule (FBS), Bd. 2. Schneider Verlag Hohengehren, Baltmannsweiler 2016, ISBN 978-3-8340-1590-7.
- mit Stefan Schallenberger und Hans-Georg Müller: Neue Wege des Orthografieerwerbs. Lemberger, Wien 2021,  ISBN 978-3-903780-75-0.